# إريك إيستوود
اريك إيستوود (بالإنجليزية: Eric Eastwood)‏ (24 مارس 1916 في المملكة المتحدة - 1 أكتوبر 1991 في المملكة المتحدة) هو لاعب كرة قدم بريطاني (وحمل سابقاً جنسية المملكة المتحدة لبريطانيا العظمى وأيرلندا) في مركز الوسط. لعب مع بورت فايل ومانشستر سيتي ومانشستر يونايتد.